# Kematen an der Krems
Kematen an der Krems ist eine Gemeinde in Oberösterreich im Bezirk Linz-Land  im Zentralraum mit 3093 Einwohnern (Stand 1. Jänner 2024).

## Geografie
Kematen an der Krems liegt auf 327 m Höhe im Zentralraum im Städtedreieck Linz-Wels-Steyr, geschichtlich gesehen ist der Ort Teil des Traunviertels. Die Ausdehnung beträgt von Nord nach Süd 5,2 km, von West nach Ost 7,7 km. Die Gesamtfläche beträgt 21,4 km². 15,9 % der Fläche sind bewaldet, 72,4 % der Fläche sind landwirtschaftlich genutzt. Die bedeutendsten Gewässer sind die Krems im Osten und der Dambach im Westen des Gemeindegebiets.

### Gemeindegliederung
Kematen an der Krems besteht aus den Katastralgemeinden Achleiten (517,08 Hektar), Burg (704,97 Hektar), Kematen an der Krems (141,28 Hektar) und Kiesenberg (776,99 Hektar). Kiesenberg, die größte der vier Katastralgemeinden nimmt den Norden und Nordosten des Gemeindegebietes ein. Die Katastralgemeinde beherbergt die drei Ortsteile Gerersdorf, Schachen und Kiesenberg (von Norden nach Süden). Die Rotte Gerersdorf (320 m ü. A.), zu der auch die Rotte Engenfeld, der Weiler Loderberg und der Einzelhof Bleimischer gezählt wird, umfasste 2001 55 Gebäude und 200 Einwohner. Die Streusiedlung Schachen (370 m ü. A.) mit den Einzelhöfen Faletzhofer und Rabenhuber bestand aus 29 Gebäuden mit 100 Einwohnern. Die Streusiedlung Kiesenberg beherbergte 11 Häuser und 38 Einwohner. Die Katastralgemeinde Kematen beherbergt lediglich das gleichnamige Dorf Kematen an der Krems. Kematen hatte 2001 eine Bevölkerung von 1.129 Einwohnern, wobei 272 Gebäude bestanden. Südlich der Katastralgemeinden Kiesenberg und Kematen schließt sich die Katastralgemeinde Burg an. Burg ist relativ dünn besiedelt, wobei zum gleichnamigen Dorf Burg (350 m ü. A.) auch die Streusiedlung Burg und die Einzelhöfe Herbstlehner und Zehethof gerechnet werden. Burg hatte 2001 223 Einwohner bzw. 64 Gebäude. Neben Burg liegt auch der Ortsteil Rath in der Katastralgemeinde Burg. Die Streusiedlung hatte 2001 25 Gebäude und 77 Einwohner. Im Süden und Südosten des Gemeindegebietes liegt die Katastralgemeinde Achleiten. Neben dem Dorf Achleiten (340 m ü. A.) mit dem Schloss Achleiten im Süden der Katastralgemeinde liegt im Osten auch die Rotte Halbarting (316 m ü. A.) mit der Aufeldsiedlung und den Weilern Solenau und Zellhof. Achleiten umfasste 2001 76 Gebäude mit 283 Einwohnern, Halbarting 52 Gebäude mit 175 Einwohnern.
2011 hatte Kematen an der Krems (das Dorf) 1.399 Einwohner, Achleiten 262, Burg 248, Halbarting 184, Gerersdorf 175, Schachen 126, Rath 73 und Kiesenberg 43 Einwohner.
Das Gemeindegebiet umfasst folgende Ortschaften (in Klammern Einwohnerzahl Stand 1. Jänner 2024):
- Achleiten (257)
- Burg (331)
- Gerersdorf (213)
- Halbarting (206)
- Kematen an der Krems (1807)
- Kiesenberg (43)
- Rath (70)
- Schachen (166)

Der zuständige Gerichtsbezirk ist der Gerichtsbezirk Traun.

### Nachbargemeinden
| Eggendorf im Traunkreis | Allhaming                                   | Neuhofen an der Krems |
| Sipbachzell             | Kompassrose, die auf Nachbargemeinden zeigt | Piberbach             |
| Kremsmünster            | Rohr im Kremstal                            |                       |

## Geschichte
Erstmals urkundlich erwähnt wurde Kematen im Jahre 1179 unter dem Namen „Chematen“. Ursprünglich im Ostteil des Herzogtums Bayern liegend, gehörte der Ort seit dem 12. Jahrhundert zum Herzogtum Österreich. Seit 1490 wird er dem Fürstentum Österreich ob der Enns zugerechnet.
Während der Napoleonischen Kriege war der Ort mehrfach besetzt.
In der Urmappe scheint der Ort in der Schreibweise „Kemmaten“ auf.
Seit 1918 gehört der Ort zum Bundesland Oberösterreich. Nach dem Anschluss Österreichs an das Deutsche Reich am 13. März 1938 gehörte der Ort zum Gau Oberdonau. Nach 1945 erfolgte die Wiederherstellung Oberösterreichs.

### Bevölkerungsstruktur
2013 lebten in der Gemeinde Kematen an der Krems 2.518 Menschen, womit Kematen an der Einwohnerzahl gemessen im unteren Mittelfeld der 22 Gemeinden des Bezirks lag. Ende 2001 waren 92,7 Prozent der Bevölkerung österreichische Staatsbürger (Oberösterreich 92,8 Prozent, Bezirk Linz-Land 91,4 Prozent), bis zum Jahresbeginn 2013 stieg der Wert leicht auf 93,1 Prozent (Oberösterreich 91,1 Prozent, Bezirk Linz-Land 89,0 Prozent). Insgesamt wurden 2013 in der Gemeinde 175 Ausländer gezählt, die zu 98 Prozent aus Europa stammten. Neben den stark vertretenen EU-Bürgern lebten insbesondere Menschen mit einer Staatsbürgerschaft aus dem ehemaligen Jugoslawien sowie aus der Türkei in Kematen. Insgesamt 267 Menschen waren im Ausland geboren worden. Zur römisch-katholischen Kirche bekannten sich 2001 83,4 Prozent der Einwohner (Oberösterreich: 79,4 Prozent), 5,6 Prozent waren evangelisch, 5,3 Prozent ohne Bekenntnis und 3,5 Prozent islamischen Glaubens.
Der Altersdurchschnitt der Gemeindebevölkerung lag 2001 leicht unter dem Landesdurchschnitt. 19,8 Prozent der Einwohner von Kematen waren jünger als 15 Jahre (Oberösterreich: 18,8 Prozent), 63,6 Prozent zwischen 15 und 59 Jahre alt (Oberösterreich: 61,6 Prozent). Der Anteil der Einwohner über 59 Jahre lag mit 16,7 Prozent deutlich unter dem Landesdurchschnitt von 20,2 Prozent. Der Altersdurchschnitt der Bevölkerung von Kematen veränderte sich in der Folge beim mittleren Alterssegment am stärksten. Der Anteil der unter 15-Jährigen sank per 1. Jänner 2013 leicht auf 18,0 Prozent, während der Anteil der Menschen zwischen 15 und 59 Jahren auf 68,8 Prozent stieg. Der Anteil der über 59-Jährigen sank hingegen leicht auf 13,2 Prozent. Nach dem Familienstand waren 2001 45,8 Prozent der Einwohner von Kematen ledig, 47,1 Prozent verheiratet, 4,3 Prozent verwitwet und 2,9 Prozent geschieden.

### Bevölkerungsentwicklung
Die Gemeinde Kematen an der Krems verzeichnete zwischen dem späten 19. Jahrhundert und dem Jahr 1939 kaum eine Bevölkerungsbewegung, wobei sich die Bevölkerungsentwicklung bis 1934 kaum von jener im Bundesland Oberösterreich bzw. im Bezirk Linz-Land unterschied. Während im Land Oberösterreich die Zuwachsraten in der Folge stärker und im Bezirk außerordentlich stark angestiegen, stagnierte die Einwohnerzahl von Kematen weiterhin. Zwischen 1869 und 1971 war die Bevölkerungszahl lediglich um 9 Prozent gestiegen, während die Bevölkerung Oberösterreichs in dieser Zeit um fast 70 Prozent gestiegen war und sich die Einwohnerzahl im Bezirk fast verdreifacht hatte. Erst ab den 1970er Jahren entwickelte sich in Kematen ein stetiger Bevölkerungszuwachs der in den 190er und 1980er Jahren fast ausschließlich durch eine stark positive Geburtenbilanz bedingt war. Während sich die positive Geburtenbilanz in den 1990er Jahren noch erhöhte, profitierte Kematen erstmals auch von einer massiv gestiegenen Zuwanderung. Hierbei profitierte die Gemeinde vor allem von seiner günstigen Lage im Städtedreieck von Linz, Wels und Steyr. Die positive Geburten- und Wanderungsbilanz blieb auch in der Zeit seit dem Jahrtausendwechsel bestehen.

## Kultur und Sehenswürdigkeiten
- Schloss Achleiten
- Schloss Weyer

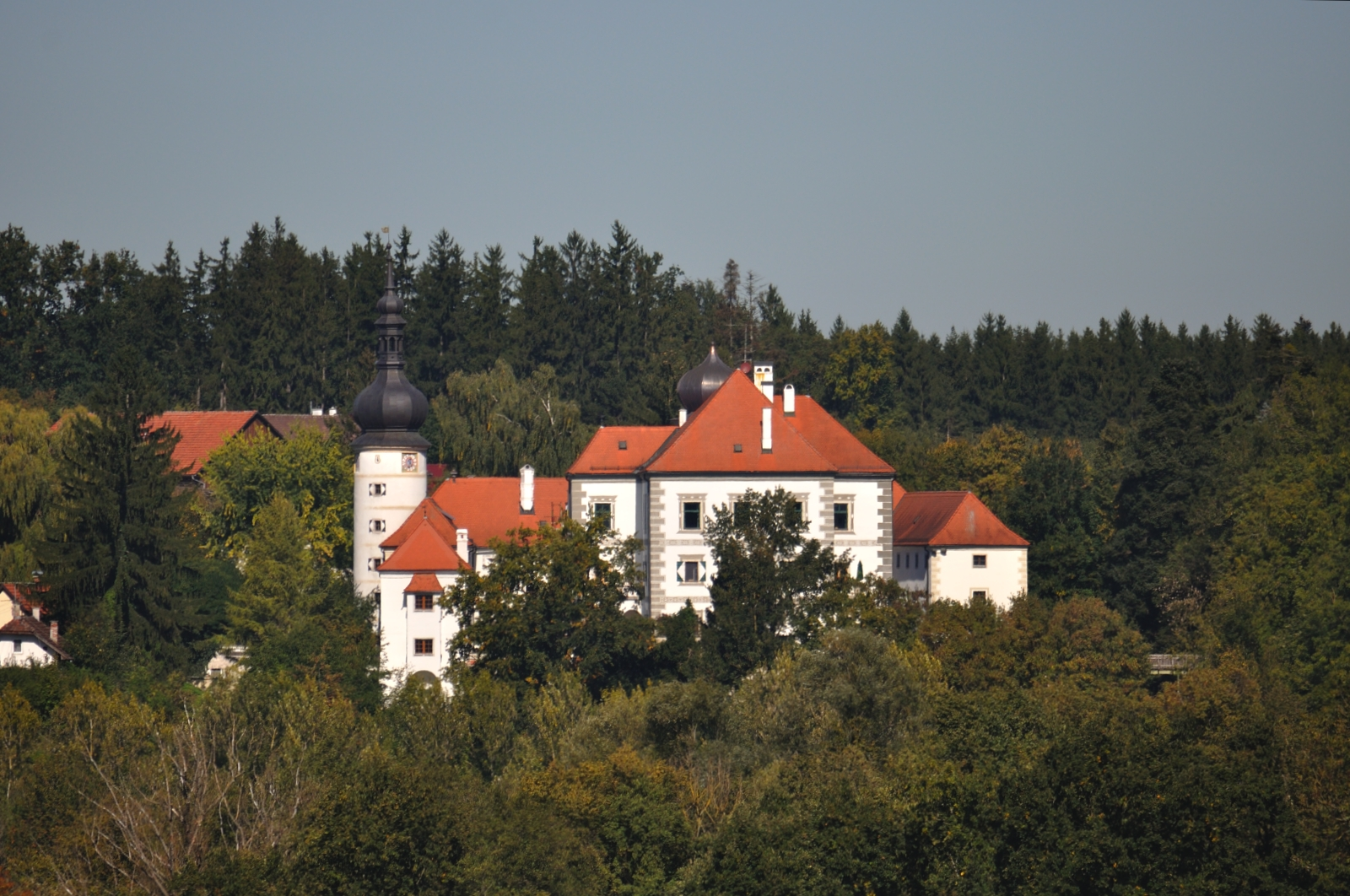
Schloss Achleiten

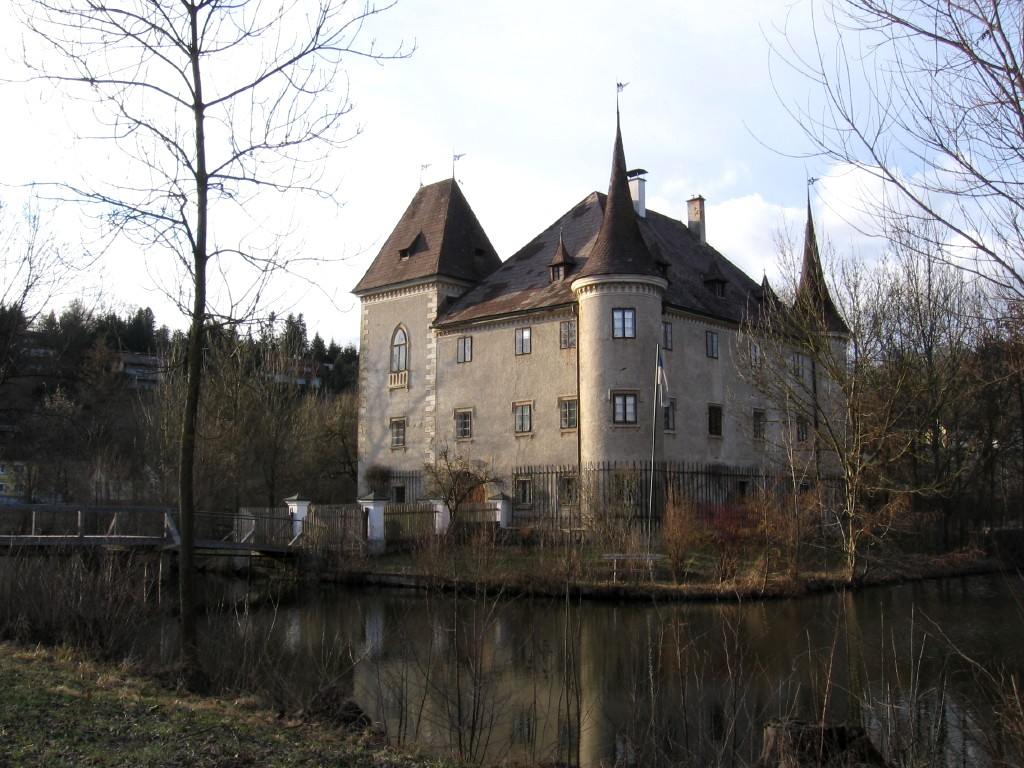
Schloss Weyer

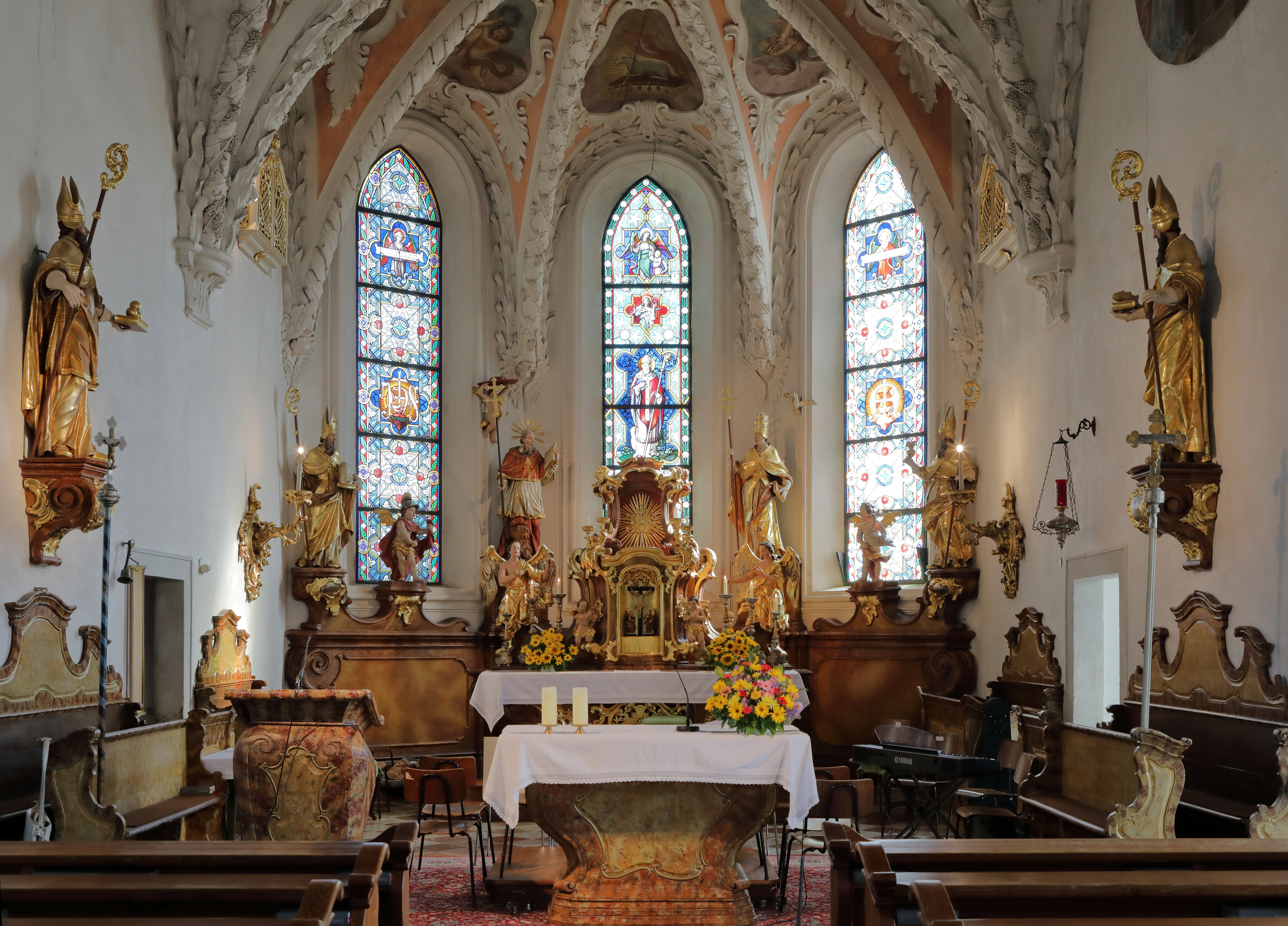
Chorraum der Pfarrkirche Kematen an der Krems mit reichhaltiger barocker Ausgestaltung

- Katholische Pfarrkirche Kematen an der Krems hl. Martin

## Wirtschaft und Infrastruktur

### Arbeitsstätten und Beschäftigte
Kematen an der Krems beherbergte 2001 zwei Betriebe mit 100 oder mehr Beschäftigten. Insgesamt ergab die im Rahmen der Volkszählung durchgeführte Arbeitsstättenzählung 77 Arbeitsstätten mit 634 Beschäftigten (ohne Landwirtschaft), wobei 91 Prozent unselbständig Beschäftigte waren. Die Anzahl der Arbeitsstätten war dabei gegenüber dem Jahr 1991 um 30 (plus 64 Prozent) gestiegen, die Anzahl der Beschäftigten um 192 Personen (plus 43 Prozent). Wichtigster Wirtschaftszweig war 2001 die Sachgütererzeugung mit 11 Arbeitsstätten und 210 Beschäftigten (33 Prozent aller Beschäftigten) vor dem Handel mit 21 Arbeitsstätten und 202 Beschäftigten (32 Prozent) und dem Beherbergungs- und Gaststättenwesen mit sechs Arbeitsstätten und 52 Beschäftigten (8 Prozent). Danach folgten das Bauwesen, das Unterrichtswesen und das Realitätenwesen. 37 Prozent der in Kematen an der Krems Beschäftigten waren Angestellte oder Beamte, 43 Prozent Arbeiter und 8 Prozent Betriebsinhaber.

### Land- und Forstwirtschaft
Die Land- und Forstwirtschaft spielt für Gemeinde eine stark schrumpfende Bedeutung. 2010 waren nur noch 83 Menschen bzw. 6,2 Prozent der Erwerbstätigen aus Kematen in der Land- und Forstwirtschaft beschäftigt. An Betrieben wies die Statistik 2010 für die Gemeinde Kematen 66 land- und forstwirtschaftliche Betriebe aus. Darunter befanden sich 38 Haupterwerbsbetriebe und 26 Nebenerwerbsbetriebe. Die Gesamtbetriebszahl war gegenüber 1999 um 18 Betriebe bzw. 21 Prozent gesunken, wobei die Zahl der Nebenerwerbsbetriebe massiv zurückgegangen und jene der Vollerwerbsbetriebe fast gleich geblieben war. Gemeinsam bewirtschafteten die Betriebe 2010 insgesamt 1.971 Hektar Fläche, wobei 81 Prozent der Fläche von Vollerwerbsbauern bewirtschaftet wurden. Die Durchschnittsfläche der Vollerwerbsbauern lag dabei mit 41,8 Hektar deutlich über dem oberösterreichischen Durchschnitt.

## Politik
Der Gemeinderat hat 25 Mitglieder.
- Mit den Gemeinderats- und Bürgermeisterwahlen in Oberösterreich 2003 hatte der Gemeinderat folgende Verteilung: 12 SPÖ, 11 ÖVP und 2 FPÖ.
- Mit den Gemeinderats- und Bürgermeisterwahlen in Oberösterreich 2009 hatte der Gemeinderat folgende Verteilung: 14 ÖVP, 8 SPÖ und 3 FPÖ.
- Mit den Gemeinderats- und Bürgermeisterwahlen in Oberösterreich 2015 hatte der Gemeinderat folgende Verteilung: 15 ÖVP, 6 FPÖ und 4 SPÖ.
- Mit den Gemeinderats- und Bürgermeisterwahlen in Oberösterreich 2021 hat der Gemeinderat folgende Verteilung: 10 ÖVP, 5 PRO, 5 FPÖ und 5 SPÖ.[6][7]

Stärkste Kraft in der Gemeindepolitik war zwischen 1973 und 1985 die SPÖ, die in dieser Zeit jeweils die absolute Mandatsmehrheit erzielen und in zwei von drei Wahlen mit Ergebnissen zwischen 48,1 und 53,8 Prozent auch die absolute Stimmenmehrheit auf sich vereinen konnte. Die ÖVP belegte in dieser Zeit mit Ergebnissen zwischen 38,4 und 47,3 Prozent jeweils den zweiten Platz, die FPÖ zog 1979 mit 7,9 Prozent in den Gemeinderat ein, nachdem sie 1973 nicht kandidiert hatte. Bereits 1985 scheiterte sie jedoch mit 4,7 Prozent am Wiedereinzug in den Gemeinderat. Nachdem die FPÖ bei der Gemeinderatswahl 1991 vor allem auf Kosten der SPÖ auf 14,1 Prozent zulegen konnte, gelang es der ÖVP erstmals mit 44,5 Prozent an der SPÖ vorbeizuziehen, die nur mehr 41,5 Prozent erreichte. Bei der Wahl 1997 konnten ÖVP und FPÖ schließlich auf Kosten der SPÖ noch zulegen. Dank großer Verluste der FPÖ schaffte die SPÖ bei der Gemeinderatswahl 2003 mit 49,1 Prozent wieder den ersten Platz, ÖVP und FPÖ kamen auf 41,6 bzw. 9,2 Prozent. Die SPÖ konnte ihr Wahlergebnis jedoch nicht halten und verlor den ersten Platz bereits 2009 wieder an die ÖVP. Die ÖVP konnte 2009 mit einem Erdrutschsieg 55,9 Prozent der Stimmen erzielen und erreichte mit 14 Mandaten erstmals die absolute Stimmen- und Mandatsmehrheit. Die SPÖ verbuchte mit 31,9 Prozent ihr bisher schlechtestes Ergebnis und kam auf acht Mandate, die FPÖ erreicht 12,2 Prozent bzw. zwei Mandate.

### Bürgermeister
- 1967–1975 Josef Franzmair (SPÖ)
- 1975–1991 Florian Mittermayr (SPÖ)
- 1991–2003 Franz Wolfinger (ÖVP)
- 2003–2005 Gisela Peutlberger-Naderer (SPÖ)
- 2005–2014 Günter Seidler (ÖVP)
- seit 2014 Markus Stadlbauer (ÖVP)

### Sonstige Wahlen
Trotz des guten Abschneidens bei Gemeinderatswahlen konnte die SPÖ bei Landtagswahlen nie den ersten Platz belegen. Diesen erreichte mit Ergebnissen zwischen 46,2 und 55,6 immer die ÖVP. Die SPÖ kam mit Ergebnissen zwischen 23,9 und 44,1 Prozent immer auf den zweiten Platz, die FPÖ erreichte mit 3,7 bis 16,3 Prozent mit einer Ausnahme den dritten Platz. 2003 wurde die FPÖ von den Grünen überholt. Bei der letzten Landtagswahl 2009 konnte die ÖVP mit 49,3 Prozent erneut Erster werden, während die SPÖ mit 23,9 Prozent ihr bisher schlechtestes Ergebnis verbuchte. Die FPÖ lag mit 14,4 Prozent etwas unter ihrem bisher besten Ergebnis, die Grünen konnten mit 8,4 Prozent ihr bisher stärkstes Ergebnis holen.

### Wappen
Der Gemeinde Kematen an der Krems wurde mit Beschluss der oberösterreichischen Landesregierung am 16. Oktober 1978 das Gemeindewappen verliehen. Die Blasonierung lautet: „Durch eine silberne Wellenleiste geteilt; oben in Grün ein goldener Römerhelm, dem ein silbernes, schräglinks gelegtes Schwert mit goldenem Griff unterlegt ist; unten in Rot ein goldenes Hifthorn mit silbernen Beschlägen und goldenem Band.“ Der Entwurf des Gemeindewappens stammt von Herbert Baumer, wobei der Kammhelm und das Schwert auf die Römerzeit verweisen. So lag Kematen an der antiken Straße von Steyr nach Wels und auch der Name der Gemeinde ist vom Lateinischen abgeleitet (domus caminata = mit einem Kamin versehenes Haus). Zudem ist eine römische Besiedlung von Kematen belegt und die Attribute des römischen Soldaten weisen auch auf das Pfarr-Patrozinium des heiligen Martin hin. Das Wellenband in der Mitte des Wappens verweist auf den Fluss Krems, das darunterliegende Jagdhorn wiederum auf die beiden im Gemeindegebiet liegenden Schlösser. Neben den Achleitnern verwendete auch Hans Raidt, im 16. Jahrhundert Schlossherr von Weyer ein Hifthorn im Wappen.
Die Gemeindefarben von Kematen sind Rot-Weiß-Grün.

## Persönlichkeiten

### Söhne und Töchter der Gemeinde
- Marianus Pachmayr (1728–1805), Benediktinerpater, in Kematen geboren und später dort geistlicher
- Ignaz Derndorfer (1869–1932), Baumeister und Maurermeister in Urfahr
- Matthäus Gaspelmayer (1872–1945), Bauer und Politiker
- Lambert Zauner (1885–1950), Benediktiner und Abt des Stiftes Lambach
- Franz Felbringer (1903–1971), Landwirt, Bürgermeister von Piberbach und Abgeordneter zum Landtag
- Franz Wolfinger (* 1946), Angestellter, Bürgermeister und Mitglied des Bundesrates
- Markus Wenninger (* 1951), Historiker
- Thomas Drozda (* 1965), Kulturmanager, Politiker (SPÖ)

### Mit der Gemeinde verbundene Persönlichkeiten
- Oddo Scharz (1691–1749), Benediktinerpater und Hochschullehrer, Pfarrer in Kematen
- Elisabeth Max-Theurer (* 1956), Olympiasiegerin, Besitzerin von Schloss Achleiten